# Piet van der Wolk

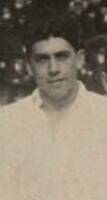
Piet van der Wolk (1919)

Petrus Andreas (Piet) van der Wolk (Rotterdam, 18 maart 1892 - 23 november 1952) was een Nederlands voetballer die als aanvaller speelde.
Op jonge leeftijd kwam Van der Wolk in het eerste van Sparta waarmee hij tussen 1909 en 1915 vijf maal landskampioen werd en vijfmaal de beker won. Hij speelde dertien jaar in het eerste van Sparta waar hij ook na zijn spelersloopbaan in diverse functies betrokken bleef.
Van de Wolk speelde tussen 1910 en 1919 in totaal zes keer voor het Nederlands voetbalelftal.